# Soldat blanc
Pour plus de détails, voir Fiche technique et Distribution.
Soldat blanc est un téléfilm français, réalisé par Érick Zonca et diffusé pour la première fois en 2014. Il a été récompensé en 2015 lors de la 43e cérémonie des International Emmy Awards.

## Synopsis
Fin 1945, les soldats du Corps expéditionnaire français en Extrême-Orient débarquent en Indochine pour désarmer les soldats japonais, qui se trouvent toujours sur place depuis leur capitulation en août, et pour reprendre le contrôle du territoire qui se trouve en plein chaos après la fin du conflit mondial. André Cariou, un jeune sergent engagé volontaire, idéaliste et inexpérimenté, se lie d'amitié avec un autre jeune militaire, l'adjudant Robert Tual, ancien résistant, qui le prend sous son aile. 
Après leur arrivée à Saïgon, les soldats français sont confrontés dans les campagnes à des situations d'une grande violence. Ils comprennent bientôt que leur principale mission consiste non pas à désarmer les Japonais, mais à soumettre les rebelles communistes Việt Minh qui ont pris le contrôle d'une partie de l'Indochine. Fin 1946, après un an de conflit larvé entre la France et les indépendantistes vietnamiens, la guerre d'Indochine éclate pour de bon. Chargé par son supérieur de mener des expéditions punitives contre le Việt Minh et les villages qui le soutiennent, Tual forme une unité spéciale, le « commando noir » ; lui-même reçoit le surnom de « tigre noir ». Cariou, quant à lui, assiste à des exactions commises par les troupes françaises, et fait la connaissance de Vietnamiens et de Français pro-Việt Minh. Il en vient à douter de la justesse de son engagement et à se demander si les Français ne sont pas « les Boches des Viets ».
Un jour, en pleine bataille, Cariou prend peur et déserte. Présumé mort, il rejoint ensuite le Việt Minh. D'abord interprète pour le compte des communistes vietnamiens, il en arrive à prendre part à des opérations meurtrières contre ses anciens camarades, puis à superviser les camps de prisonniers où les soldats français meurent comme des mouches. Tual finit par comprendre que le militaire français rallié, évoqué dans la propagande du Việt Minh, n'est autre que Cariou. Il part alors à la recherche de son ancien ami...

## Fiche technique
- Réalisation : Érick Zonca
- Scénario : Érick Zonca et Olivier Lorelle, d'après une idée originale de Georges Campana[1]
- Musique : Flemming Nordkrog
- Photographie : Stéphane Vallée
- Montage : Philippe Kotlarski
- Décors : Benoit Cisilkiewick
- Costumes : Cyril Fontaine
- Production : Georges Campana
- Société de production : Breakout Films pour Canal +
- Société d'effets spéciaux : Trimaran
- Budget : 4,2 millions d'euros[2]
- Pays de production :  France
- Langues originales : français et vietnamien
- Genre : drame, guerre
- Durée : 145 minutes
- Date de première diffusion :
  - France : 8 septembre 2014 (sur Canal +)

## Distribution
- Abraham Belaga : l'adjudant Robert Tual
- Émile Berling : le sergent André Cariou
- Mike Nguyen : Quoc
- Kool Shen : le colonel Damien
- Clément Roussier : le lieutenant Delappe
- Steve Tran : Tran
- Paul Spera : Jacques
- Dominique Engelhardt : Hans
- François Pérache : le caporal Samuel
- Pierre Lottin : le caporal Michelet
- Béléina Win : la militante Việt Minh enceinte
- Terry Pellet : Soler
- Samuel Bartholin : Pierre
- Jean-Baptiste Phou : Khiêm
- Johann Dionnet : Brunelle

## Distinction
- International Emmy Awards 2015 : meilleur téléfilm ou meilleure mini-série[3]

## Autour de l'œuvre
Soldat blanc s'inspire librement de faits réels. L'histoire de Cariou évoque diverses affaires de Français — des militaires déserteurs, surnommés les « soldats blancs », ou des civils comme Georges Boudarel — ayant rallié le Việt Minh pendant la guerre d'Indochine. Le personnage de Tual est quant à lui directement inspiré de Roger Vandenberghe.

## Tournage
Le téléfilm a été tourné début 2014 au Cambodge, dans les régions de Kampot et de Sihanoukville.